# Nemophas batoceroides
Nemophas batoceroides är en skalbaggsart som beskrevs av Thomson 1864. Nemophas batoceroides ingår i släktet Nemophas och familjen långhorningar. Inga underarter finns listade i Catalogue of Life.